# Grodzisko w Poznachowicach Górnych

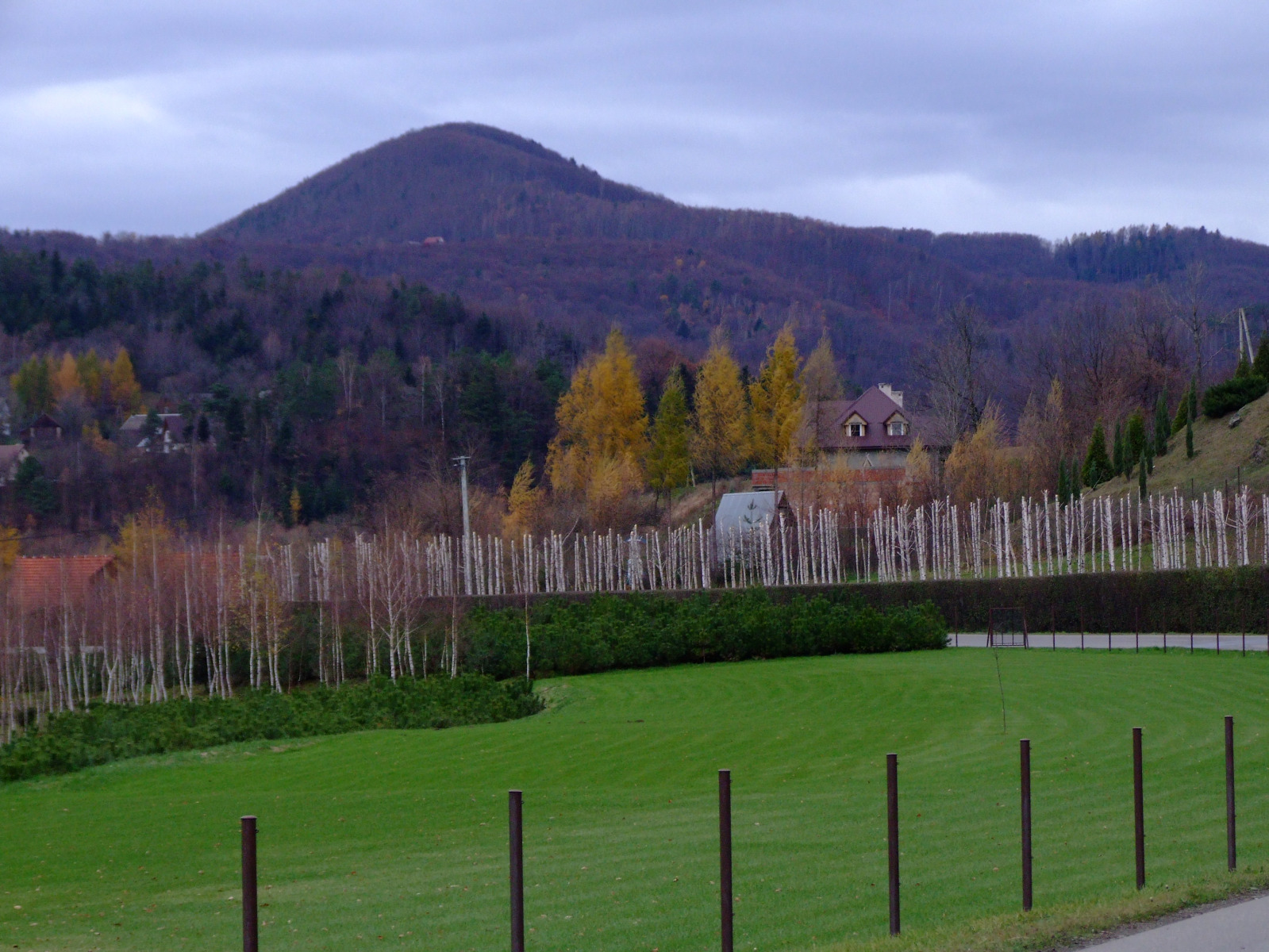
Grodzisko, widok ze Szczyrzyca

Grodzisko w Poznachowicach Górnych – grodzisko w miejscowości Poznachowice Górne w województwie małopolskim, w powiecie myślenickim, w gminie Raciechowice. Znajduje się na szczycie góry Grodzisko (618 m) w Beskidzie Wyspowym i jest jednym z lepiej zachowanych grodzisk na polskim Podkarpaciu.
Szczyt Grodzisko ma naturalne walory obronne. Wznosi się około 300 m nad dolinami rzek Stradomka i Krzyworzeka. Jego zbocza są strome, jedynie od strony południowo-wschodniej tworzy bardzo wąski grzbiet łączący się z sąsiednim szczytem. Znajdował się na nim gród o dwuczłonowej budowie. Składał się z grodu właściwego i przylegającego do niego od zachodniej strony podgrodzia. Od południowo-wschodniej strony gród broniony był dwoma poprzecznymi wałami ziemnymi. Gród właściwy znajdował się na samym szczycie góry. Miał nieregularny, owalny kształt i wymiary 128 × 80 m, a sama pozioma płaszczyzna wierzchołkowa 42 × 30 m. Otoczony był wysokim i dobrze zachowanym ziemnym wałem, którego szerokość u podstawy obecnie wynosi około 10 m, wysokość średnio 2 m, a miejscami 5 m. Pierwotnie był dużo węższy i wyższy. Podgrodzie miało czworoboczny kształt i wymiary 122 × 55 m. Jego majdan otoczony był zbudowanym z kamieni wałem o kształcie klamry. Wał ten łączył się z wałem głównego grodu. Od południowo-wschodniej, najłatwiej dostępnej strony na grzbiecie wykonano  dwa wały ziemne z rowami.
Niewiele zachowało się pisemnych źródeł o tym grodzie. Odnosi się do niego dokument z 1270 r., w którym jest mowa o obowiązkach ludności w zakresie naprawy grodu „Castrum de Cyrich". Oryginalny dokument z 1408 r. i falsyfikat z datą 1369 wzmiankują „sub monte castri desolati dicti Grodzisko”. Dokumenty z lat 1269 i 12784 wymieniają tylko miejscowość Poznachowice, najstarszy zaś dokument wzmiankujący o sąsiednim Szczyrzycu pochodzi z 1238 r.
Grodziskiem tym interesowali się archeolodzy już w XIX wieku. Jeden z pierwszych jego opisów zamieszczony został w „Słowniku geograficznym Królestwa Polskiego” w 1881 r. Obiekt był kilkakrotnie badany archeologicznie, po raz ostatni w latach 1979–1980. Wykonano wówczas 7 wykopów sondażowych o łącznej powierzchni 131,7 m², w tym 4 na majdanie grodu, 1 na podgrodziu i 2 na wałach obronnych grodziska. Znaleziono liczne skorupy naczyń ceramicznych, fragmenty zwęglonych belek drewna oraz narzędzia krzemienne. Na podstawie fragmentów ceramiki datowano okres zamieszkiwania grodu na trzy okresy kulturowe:
- okres halsztacki i ewentualnie wczesnolateński (późna faza kultury łużyckiej),
- okres późnolateński i początek wczesnorzymskiego (grupa kulturowa tyniecka),
- późna faza wczesnego średniowiecza[1].

Dla ludności kultury halsztackiej typowe było zamieszkiwanie na trudno dostępnych wzniesieniach Pogórza Karpackiego. Wybudowane przez nich na Grodzisku wały obronne zostały w późniejszych czasach zniszczone, jedynymi pozostałościami po nich są fragmenty ceramiki i nieliczne narzędzia krzemienne. Najwięcej zachowało się zabytków po ludności kultury późnolateńskiej. Ilość znalezionych zabytków wskazuje, że było to jedno z największych osiedli tej ludności na południe od Krakowa. Z okresu wczesnego średniowiecza znaleziono nieliczne tylko fragmenty ceramiki. W tym okresie, najprawdopodobniej na początku XII wieku wzniesiono tutaj gród obronny. Został on spalony w połowie XIII wieku. Świadczą o tym przepalone kamienie i glina występujące wzdłuż całej linii wałów, a także ślady spalenizny po ich zewnętrznej stronie. 
Grodzisko w Poznachowicach Górnych występuje w powieści Karola Bunscha pt. Dzikowy skarb.